# Lotfi Aïssa
Lotfi Aïssa (arabe : لطفي عيسى), né le 2 mars 1958 à Kairouan, est un universitaire et historien tunisien spécialiste de l'époque moderne.

## Biographie
Agrégé et doctorat d'État ès lettres, il devient enseignant à la faculté des sciences humaines et sociales de Tunis en 1989.
Professeur d'histoire moderne à l'université de Tunis, il est membre du Comité tunisien d'évaluation des recherches scientifiques au ministère de l'Enseignement supérieur et de la Recherche scientifique et membre des jurys de soutenance des masters, thèses et diplômes d’habilitation.
Président de la commission tunisienne de recrutement des assistants en histoire, archéologie et muséographie (2002-2004), de la commission tunisienne du jury de recrutement des maîtres-assistants en histoire et en archéologie (2005-2007), de la commission sectorielle d'histoire de la direction de renouvellement de l'enseignement universitaire (2013) et de la commission d'habilitation et du doctorat au sein de la faculté des sciences humaines et sociales de Tunis, il est également membre fondateur de l'Association tunisienne des études historiques.
Directeur du département d'histoire à la faculté des sciences humaines et sociales de Tunis (2005-2008), il est directeur de l'École doctorale « Structures, systèmes, modèles et pratiques en lettres et en sciences humaines et sociales » (2009), membre des comités de direction ou de rédaction de la Revue tunisienne de sciences sociales (CERES), des Cahiers de Tunisie, du Centre de publication universitaire et de la Revue tunisienne de science politique.
En 2019, il est lauréat du prix Tahar Haddad pour les recherches en humanités décerné à l’occasion du 35e édition de la Foire internationale du livre de Tunis (ar).
Ses travaux de recherche portent en particulier sur l'histoire de la sainteté et des mentalités maghrébines.

## Publications

### Ouvrages
- (ar) أخبار المناقب: في المعجزة و الكرامة و التاريخ [« Hagiographie et histoire »], Tunis, Cérès,‎ 1993.
- (ar) مميزات الذهنيات المغاربية في القرن السابع عشر [« Spécificités des mentalités maghrébines au XVIIe siècle »], Tunis, Cérès,‎ 1994.
- (ar) تحقيق كتاب نور الأرماش في مناقب القشاش [« Nour al-Armeshsh fi manâqib al-Qashshâsh »], Tunis, Librairie Al Atika,‎ 1998. Établi et commenté en collaboration avec Houcine Boujarra
- (ar) مغرب المتصوّفة من القرن 10 إلى القرن 17 : الانعكاسات السياسية و الحراك الاجتماعي [« Le Maghreb des soufis : répercussions politiques et dynamique sociale »], Tunis, Centre de publication universitaire/Faculté des sciences humaines et sociales de Tunis,‎ 2005.
- (ar) كتاب السيّر: مقاربات لمدونات المناقب و التراجم و الأخبار [« Récits de vie : approches croisées des chroniques, des récits hagiographiques et des corpus biographiques »], Tunis, Le Gai Savoir,‎ 2007.
- (ar) بين الذاكرة و التاريخ [« Entre mémoire et histoire »], Casablanca, Afrique Orient,‎ 2014.
- (ar) البعد الإفريقي في السياسة الخارجية التونسية : 1956 - 1986 [« La dimension africaine de la politique étrangère de la Tunisie : 1956-1986 »], Tunis, Institut arabe des droits de l'homme,‎ 2017[6]. En collaboration avec Ridha Ben Khalifa et Karim Ben Yedder
- (ar) أخبار التونسيين : مراجعات في سرديات الانتماء و الأصول [« Chroniques tunisiennes : révisions dans les récits d'appartenance et d'origines »], Tunis, Masciliana,‎ 2019.
- (ar) التصوف و تدبير الحياة الروحية تونسيا [« Le soufisme et la gestion de la vie spirituelle en Tunisie »], Tunis, Sud Éditions,‎ 2023.
- (ar) إِنعكاس الظل [« Le reflet de l'ombre »], Tunis, Soutimidia,‎ 2024, 238 p.[7],[8].
- (ar) يأتيك بما لا تنتظر [« Il te viendra avec ce que tu n'attends pas »], Tunis, Khraief Éditions,‎ 2025, 340 p. (ISBN 978-9938985467).

### Ouvrages collectifs
- (ar) تونس عبر التاريخ: العصر الحديث [« La Tunisie, à travers l'histoire »], vol. III, Tunis, Centre d'études et de recherches économiques et sociales,‎ 2005.
- (ar) السلطة و هاجس الشرعية في الثقافة الإسلامية [« Pouvoir et légitimité dans la culture musulmane »], Tunis, Amal,‎ 2005.
- Contraintes et libertés en Méditerranée à l'époque moderne et contemporaine, Tunis, Faculté des sciences humaines et sociales de Tunis, 2007.
- Anthropologie historique : apports, acquis et perspective, Tunis, Centre d'études et de recherches économiques et sociales, 2010. Direction avec Khaled K'chir
- Perceptions de l'espace au Maghreb et ailleurs, Tunis, Faculté des sciences humaines et sociales de Tunis, 2011.
- Être tunisien : opinions croisées, Tunis, Nirvana, 2014[9].
- (es) Entre las orillas de dos mundos : el itinerario del jerife morisco Muhammad ibn ‘Abd al-Rafi', de Murcia a Túnez, Murcie, Éditions de l'université de Murcie, 2017[10].
- (ar) مساءلة الانتماء من منظور المباحث التاريخية [« Interroger l'appartenance sous l'angle des enquêtes historiques »], Tunis, Kalima Éditions,‎ 2022.